# Kontusaari (ö i Kajanaland)
Kontusaari är en ö i Finland. Den ligger i sjön Jonkeri och i kommunen Kuhmo i den ekonomiska regionen  Kehys-Kainuu  och landskapet Kajanaland, i den östra delen av landet, 500 km nordost om huvudstaden Helsingfors. Öns area är 8 hektar och dess största längd är 0,9 kilometer i sydöst-nordvästlig riktning.